# Gene Cretz
Gene Allan Cretz (Albany, Nova Iorque, 24 de julho de 1950) mais conhecido por Gene Cretz é um diplomata norte-americano. Que se aposentou do Serviço de Relações Exteriores em 2015. Antes de se aposentar, ele foi o embaixador dos Estados Unidos em Gana.
O presidente Barack Obama nomeou para o cargo em Gana em 12 de abril de 2012. Ele foi embaixador dos Estados Unidos em Gana pela secretária de Estado Hillary Clinton em 11 de setembro de 2012. Sua cerimônia de aposentadoria foi realizada no Departamento de Estado no dia 1 de julho de 2015.